# Alappuzha
Alappuzha ali Alleppey (malajalamska izgovorjava: [ɐːlɐpːuɻɐ] ()) je upravni sedež okrožja Alappuzha v zvezni državi Kerala v Indiji. Zaledje Alappuzhe je ena izmed najbolj priljubljenih turističnih znamenitosti v Indiji, ki privablja milijone domačih in mednarodnih turistov.
Alappuzha je mesto in občina v Kerali s 174.164 mestnim prebivalstvom in je na tretjem mestu med okrožji po stopnji pismenosti v državi. Leta 2016 je Center za znanost in okolje Alappuzha ocenil kot najčistejše mesto v Indiji. Alappuzha velja za najstarejše načrtovano mesto v tej regiji, svetilnik, zgrajen na obali mesta, pa je prvi te vrste ob obali Lakadivskega morja.
Mesto je 55 km oddaljeno od Kočija in 155 km severno od Thiruvananthapurama. Mesto Alappuzha s kanali, zalednimi vodami, plažami in lagunami je George Curzon, indijski podkralj na začetku 20. stoletja, opisal kot »Benetke vzhoda«.
Je pomembna turistična destinacija v Indiji. Povezuje Kumarakom in Kočin na severu ter Kolam na jugu. Je tudi dostopna točka za letno dirko čolnov Nehru Trophy, ki poteka vsako drugo soboto v avgustu na jezeru Punamada blizu Alappuzhe. To je ena najbolj priljubljenih in konkurenčnih čolnarskih dirk v Indiji.
Kokosova vlakna je najpomembnejše blago, proizvedeno v Alappuzhi. Odbor za kokosovo vlakno je ustanovila centralna vlada v skladu z določbami Zakona o industriji kokosovih vlaken iz leta 1955. Osrednji raziskovalni inštitut za kokosovo vlakno je v Kalavorju.

## Etimologija
Ime Ᾱlappuzha je toponim. Ᾱlayam pomeni 'dom' in puzha, po slovarju dr. Hermana Gunderta, pomeni 'vodotok' ali 'reka'. Ime se nanaša na mrežo vodnih poti in zaledij v Alappuzhi in okoliških območjih.

## Zgodovina
Kuttanad, riževa skleda v Kerali, s svojimi riževimi polji, majhnimi potoki in kanali z bujno zelenimi kokosovimi palmami, je bil dobro znan že iz zgodnjih obdobij dobe Sangam.
Literarna dela, kot je Unnuneeli Sandesam, dajejo nekaj vpogleda v starodavno obdobje tega okrožja. Arheološke najdbe, kot so kamniti napisi, zgodovinski spomeniki, najdeni v templjih, cerkvah in v skalo vklesanih jamah, prav tako poudarjajo zgodovinski pomen okrožja Alappuzha.
Krščanstvo je imelo oporišče v tem okrožju že od 1. stoletja našega štetja. Cerkev v Kokamangalamu je bila ena od sedmih cerkva, ki jih je ustanovil sveti Tomaž, eden od dvanajstih učencev Jezusa Kristusa. Na splošno se verjame, da je leta 52 našega štetja pristal v Maliankari v pristanišču Muziris, danes znanem kot Cranganore ali Kodungallur, in pridigal krščanstvo v južni Indiji.
Okrožje je versko in kulturno cvetelo pod drugim imperijem Čera med 9. in 12. stoletjem našega štetja. Literarno delo, Ascharya Choodamani, sanskrtska drama, ki jo je napisal Sakthibhadran, učenjak Čenganurja, nam omogoča, da vemo mnoga pomembna dejstva. Poleg tega se tempelj gospoda Ajapanuja v Mukal vatamu blizu Muhame v okrožju Alappuzha imenuje Čerapančira, za Kalari, od katerih se je gospod Ajapanu učil svojih borilnih veščin. Nedavni album P. Unnija Krishnana o gospodu Ajapanu z naslovom Sabarimalai Va Charanam Solli Va vsebuje pesmi, ki ponazarjajo zgodovino tega templja in bivanje Ajapanuja tukaj, preden je šel premagat demona Mahiši.
Od izkrcanja v Calicutu leta 1498 so Portugalci začeli igrati vplivno vlogo v Alappuzhi. Začeli so s širjenjem katolicizma in spreobračanjem že obstoječih kristjanov v katoličane. V tem obdobju je bila zgrajena bazilika svetega Andreja.
V 17. stoletju, ko je portugalska moč upadala, so Nizozemci pridobili prevladujoč položaj v kneževinah tega okrožja. Zgradili so številne tovarne in skladišča za shranjevanje popra in ingverja, pri čemer so se zanašali na številne pogodbe, podpisane med Nizozemci in radžami Purakada, Kajamkulama in Karapurama. Sčasoma so se poglobili tudi v politične in kulturne zadeve okraja. Takrat je v politične zadeve teh kneževin posegel maharadža Marthanda Varma (1706–1758), ki je bil »ustvarjalec sodobnega Travancoreja«.
Travancore Devan Ramajan Dalava (um. 1756) je prebival v Mavelikari, kjer mu je dal zgraditi palačo Marthanda Varma. Po smrti svoje žene se je Ramajan družil z gospo Nair iz Mavelikare iz družine Edaseri (PGN Unnithan, član te družine, je pozneje leta 1947 postal zadnji Devan iz Travancoreja). Po njegovi smrti so Ramajanovi potomci zapustili Travancore in se naselili v Pudukotaiju v Tamil Naduju. Njegova soproga Nair je prejela darila in posebne dodatke od vlade Travancore kot priznanje za njegove zasluge državi, medtem ko so njegovi lastni potomci prejeli častni naziv Dalava.
V 19. stoletju je okrožje doživelo napredek na številnih področjih. Eno od petih podrejenih sodišč, ki jih je v zvezi z reorganizacijo pravosodnega sistema odprl polkovnik George Monro, je bilo v Mavelikari. V tem okrožju sta bili ustanovljeni prva pošta in prvi telegraf v nekdanji državi Travancore. Prva proizvodna tovarna za preproge iz kokosovega vlakna je bila ustanovljena leta 1859. Leta 1894 je bil ustanovljen mestni odbor za izboljšave.
Okrožje je imelo vlogo v boju za svobodo države. Boji Punapre in Vajalarja leta 1946 so ljudi usmerili proti siru C. P. Ramaswamiju Iyerju, ki je bil Devan iz Travancoreja. To je vodilo do izstopa Ramasvamija Ijerja s političnega prizorišča Travancoreja. Priljubljeno ministrstvo je bilo ustanovljeno v Travancoreju 24. marca 1948 po neodvisnosti Indije. Zvezni državi Travancore in Kočin sta bili združeni 1. julija 1949. Ta ureditev se je nadaljevala do ustanovitve države Kerala 1. novembra 1956 v skladu z Zakonom o reorganizaciji držav iz leta 1956. Okrožje je začelo obstajati kot ločena upravna enota 1. avgusta 1957.

## Geografija
Alappuzha je na 9°32′N 76°24′E / 9.54°N 76.40°E. Povprečna nadmorska višina je 1 meter. Alappuzha pokriva območje 1414 kvadratnih kilometrov in je obdano z 2195 kvadratnimi kilometri Vembanadskega jezera, kjer se razprostira šest velikih rek, preden se združijo 80 km dolga obala okrožja. Mesto Alappuzha je prepredeno s sistemom kanalov, ki je del nacionalne vodne poti 3.
Okraj predstavlja peščen pas zemlje, ki ga prekrivajo lagune, reke in kanali. V okrožju ni gora ali hribov, razen nekaj raztresenih gričev, ki ležijo med blokoma Bharanikkavu in Čengannur v vzhodnem delu okrožja. Na tem območju ni gozdnih površin.
Alappuzha je na zahodu omejena z Lakadivskim morjem. Mesto ima mrežo jezer, lagun in sladkovodnih rek. Bogastvo obalnih voda Alappuzhe se vsako leto izrazi v cvetenju in posledičnem odlaganju ogromne količine rib in kozic na obali Alappuzhe, imenovane [Čakara]. Ta letni premik peščenih bregov se pojavi v postmonsunskem obdobju in prispeva k lokalnemu gospodarstvu ter je praznični čas za prebivalce Kerale. Letne poplave pomladijo in očistijo tla in vodo, zaradi česar je v morju obilo morskega življenja, kot so kozice, jastogi, ribe, želve in drugo rastlinstvo.
Zaledne vode in mokrišča vsako leto gostijo na tisoče kreheljcev (Anas crecca), rac in kormoranov, ki pridejo sem od daleč. Glavna značilnost območja je regija, imenovana Kutanad, kašča Kerale. Kutanad je znan tudi kot skleda riža v Kerali in je eno redkih krajev na svetu, kjer kmetijstvo poteka pod morsko gladino. Neoluščena polja ležijo približno 0,6 do 2 m pod srednjo gladino morja.

## Gojenje riža
Glavna dejavnost v Alappuzhi je kmetijstvo. The Rice Bowl of Kerala, Kutanadu je v Alappuzhi. Velika kmetijska območja v bližini jezera Vembanad so bila povrnjena iz jezera. V prejšnjih časih je bila melioracija opravljena predvsem iz plitvega dela jezera Vembanad ali z obrobja reke Pamba. Te predelave so sestavljale majhna območja riževih polj, imenovana Padsekharam. Čiščenje vode s teh polj je potekalo ročno z uporabo vodnih koles (čakram). Postopoma se je ročni način reševanja iz vode umaknil parnim strojem.
Pri melioraciji zemljišč iz Vembanadskega jezera je mogoče prepoznati tri stopnje. V prvi fazi so ga izvajali zasebni podjetniki brez kakršne koli finančne podpore države. Razglasitev Patoma, ki jo je izdalo kraljestvo Travancore leta 1865, je dala velik zagon melioracijskim dejavnostim med letoma 1865 in 1890. V tem obdobju je odvodnjavanje polderjev potekalo ročno z uporabo vodnih koles, kar je omejilo obsežne melioracije. V tem obdobju je bilo predelanih le okoli 250 hektarjev zemlje. Jezero Venadu in jezero Madathil, ki sta bili predelani v tem obdobju, veljata za prvi Kayal Nilam (zemljišče, pridobljeno v jezeru), ki je bilo pridobljeno iz jezera Vembanad. Pionirsko dejavnost melioracije jezer in gojenja je izvedel Pallithanam Luca Matthai. Obdobje med letoma 1865 in 1890 običajno štejemo za prvo fazo ojezerjevanja.
Uvedba kerozinskih motorjev za odvodnjavanje je povzročila melioracijo širših površin jezera za pridelavo. Zaradi tega so kmetje razmišljali, da bi se podali v globlje dele jezera. V obdobju med letoma 1898 in 1903 je dejavnost melioracije vodil Pallithanam Luca Mathai (alias Pallithanathu Mathaichen), ki je povrnil kajale čerukara in Pallithanam Moovayiram.
Druga faza (1890 do 1903) dejavnosti melioracije se je ustavila zaradi prepovedi melioracije jezera, ki jo je uvedla vlada Madrasa leta 1903. Čerukali Kajal, Rama Radžapuram Kajal, Arupanku Kajal, Pantharndu Panku Kajal in Mathi Kajal so bili drugi večji posegi v tem obdobju.
Leta 1912 je vlada Madrasa odobrila predlog vlade Travencore za nadaljnje izsuševanje v treh fazah. V skladu s to melioracijsko shemo so bila območja prijavljena za rekultivacijo v blokih, ki so bili poimenovani s črko abecede. Od skupne površine 19.500 arov melioriranih zemljišč je bilo med leti 1913 in 1920 12.000 arov. Melioracije med letoma 1914 in 1920 so znane kot nove melioracije, ki so bile izvedene v treh obdobjih. V prvem obdobju so bili predelani bloki A do G, ki merijo 6300 hektarjev. V drugem obdobju nove rekultivacije so bili rekultivirani bloki v izmeri 3600 arov. Med tretjim obdobjem nove melioracije je bil rekultiviran blokizmeri 1400 hektarjev.
Zaradi strmega padca cene riža med letoma 1920 in 1940 so dejavnosti predelave zamrle, vendar so v zgodnjih 1940-ih znova dobile zagon. V tem obdobju je vlada za povečanje kmetijske proizvodnje začela kampanjo Grow More Food in zagotovila spodbude za spodbujanje novih predelav. S pojavom elektromotorjev je bila predelava lažja, cenejša in manj tvegana v primerjavi s prejšnjimi obdobji. Zadnji trakt rekultivacije je bil narejen v tem obdobju.